# Singaraja
Singaraja (indonesisch, „Löwen-König“, aus Sanskrit singha, simha und raja; frühere Schreibweise Singaradja) ist die zweitgrößte Stadt auf der indonesischen Insel Bali nach der Inselhauptstadt Denpasar.

## Lage und Geschichte
Singaraja liegt im Norden der Insel an der Küste und war bis zur Unabhängigkeit Indonesiens Verwaltungszentrum der kolonialen Provinz Bali. Von 1945 bis 1958 war die Stadt Hauptstadt der damaligen Provinz Nusa Tenggara. Heute ist Singaraja noch die Hauptstadt des Regierungsbezirks (und ehemaligen Königreichs) Buleleng. Die glanzvolle Geschichte der Stadt ist noch gut anhand des Stadtbildes erkennbar, das in weiten Teilen von typisch kolonialer Architektur geprägt ist. In ca. 15 km Entfernung von Singaraja liegt ebenfalls an der Küste eines der touristischen Zentren Balis: Lovina, das aus einer Reihe von ehemaligen Fischerdörfern besteht.

## Sehenswürdigkeiten
- der ehemalige Königspalast Puri Agung Buleleng, auch Puri Agung Singaraja. Dort lebten seit Anfang des 17. Jahrhunderts die Könige von Buleleng. Der letzte König dieser Dynastie war Anak Agung Panji Tisna (1908–1978). Er übernahm den Titel 1944 von seinem Vater und war einer der berühmtesten Schriftsteller Balis.
- die wertvolle Lontar-Bibliothek mit Büchern, die auf die Blätter der Lontar-Palme geritzt werden.

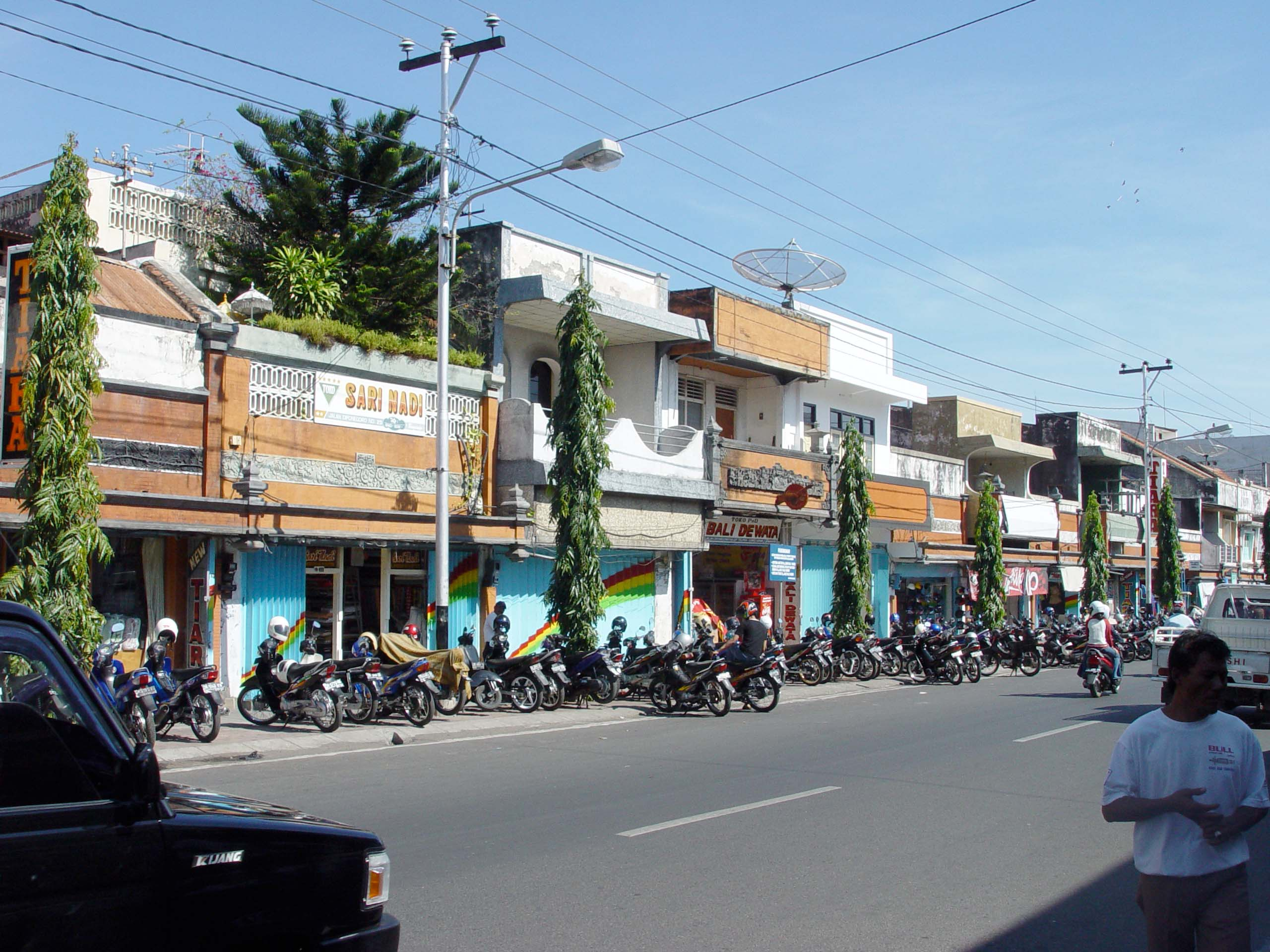
Bei der Kreuzung Ahmad-Yani- und Diponegoro-Straße